# Mały Lodowy Szczyt

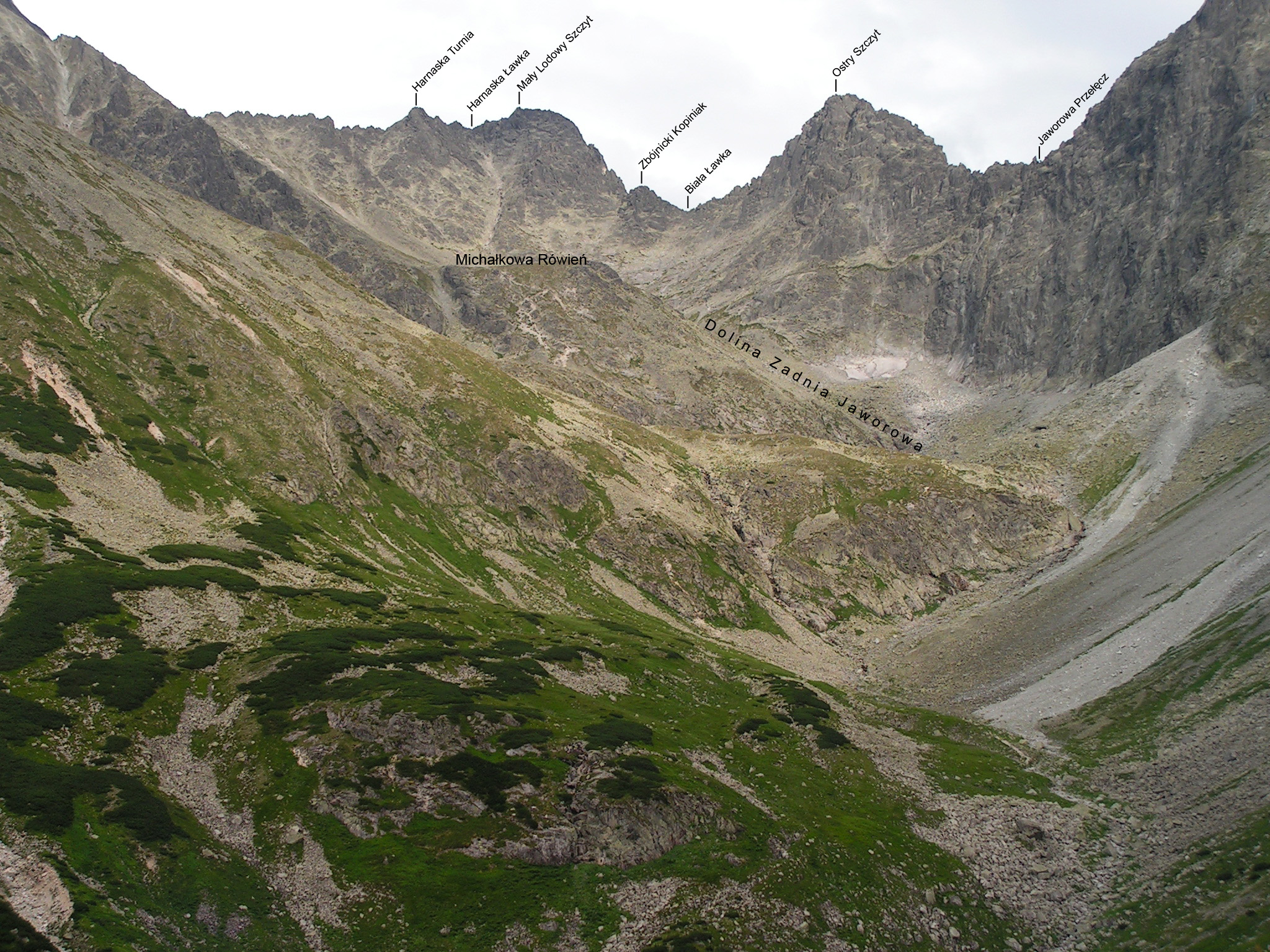
Widok na Mały Lodowy Szczyt i Ostry Szczyt z Doliny Jaworowej

Mały Lodowy Szczyt (słow. Široká veža, Červená veža, niem. Roter Turm, Breiter Turm, węg. Vörös-torony, Széles-torony) – zbudowany z granitu masyw (2602m n.p.m.) w głównej grani Tatr.

## Topografia
Od zachodu sąsiaduje z Ostrym Szczytem (Ostrý štít), od którego rozdzielają go przełęcze Zbójnicka Ławka (Zbojnícke sedlo) i Biała Ławka (Biela lávka), pomiędzy którymi wznoszą się trzy Zbójnickie Turnie (Zbojnícke veže) oraz Zbójnicki Kopiniak (Zbojnícka kopa). Na północy Mały Lodowy Szczyt graniczy z Lodową Kopą (Malý Ľadový štít) – rozdziela je dostępna dla turystów Lodowa Przełęcz (Sedielko, 2375 m). Lodowa Kopa należy już do masywu Lodowego Szczytu. Północne ściany grani Małego Lodowego Szczytu opadają w kierunku Doliny Jaworowej (Javorová dolina), a dokładnie w kierunku Doliny Zadniej Jaworowej.
W północno-wschodnim zakończeniu szczytowej grani położone jest zwornikowe wzniesienie – Harnaski Zwornik (od głównego wierzchołka oddzielony Harnaskim Karbikiem), od którego odchodzi w kierunku południowo-wschodnim boczna grań rozdzielająca Dolinę Staroleśną (Veľká Studená dolina) i Dolinę Małej Zimnej Wody (Malá Studená dolina). W grani tej najbliżej szczytu znajduje się dostępna dla turystów przełęcz Czerwona Ławka (Priečne sedlo), z której jest poprowadzona łatwa, chociaż nieoznakowana, droga na szczyt. Dalej w grani tej znajdują się Pośrednia Grań, Kościoły i Rywociny. Grań północna, opadająca na Lodową Przełęcz, zawiera kilka niewybitnych obiektów, od Harnaskiego Zwornika są to kolejno: Harnaskie Wrótka, Harnaski Kopiniak, Harnaska Ławka (2412 m), Harnaska Turnia (2434 m), Wyżnia Harnaska Szczerbina, Harnaskie Zęby, Niżnia Harnaska Szczerbina i Harnaskie Czuby.

## Historia i nazewnictwo
Mały Lodowy Szczyt jest stosunkowo dobrze dostępny dla turystów z przewodnikiem. Pierwszego wejścia dokonali József Déry i przewodnik Johann Hunsdorfer senior 22 lipca 1896 r. Dla taterników interesująca jest ściana południowa opadająca do Doliny Staroleśnej. Po raz pierwszy pokonana została w 1912 r. przez Władysława Kulczyńskiego (juniora) i Mieczysława Świerza z towarzyszami. Istotne drogi poprowadzili w 1932 r. Stanisław Motyka i Jan Sawicki.
Pierwsze zimowe wejście na szczyt należy do Lajosa Rokfalusyego, Tibolda Kregczyego i Zoltána Votiskyego (15 kwietnia 1911 r.).
Obecna nazwa Małego Lodowego Szczytu powstała w końcu XIX wieku. Masyw określany był najpierw mieszaną łacińsko-niemiecką nazwą Mons Pessulanus der Riegelberg (nazwa z panoramy Tatr Georga Buchholtza, 1717), czyli Ryglowa góra. Nazwa ta pochodziła od legend opowiadających o skarbach ukrytych za siedmioma zamknięciami (ryglami) – prawdopodobnie ostatnim z nich miał być Mały Lodowy Szczyt. Później szczyt określano niemiecką nazwą Roter Flossturm lub Roter Flussturm (Góra czerwonego koryta rzecznego), pochodzącą od zabarwionego czerwonymi skałami żlebu po północno-zachodniej stronie masywu. Nazwa ta nie przyjęła się, szczyt nazwano Szeroką Turnią i do dziś tak brzmi jej słowackie miano. Rodowód obecnej polskiej nazwy jest nieznany, być może powstała na skutek pomyłki. Słowacy określają nią sąsiednią Lodową Kopę (Malý Ľadový štít), co bywa źródłem nieporozumień i może mieć poważne skutki w razie błędnej lokalizacji wypadku. Podobna sytuacja występuje w przypadku Lodowej Przełęczy i Śnieżnej Przełęczy (Ľadové sedlo).